# Assis (São Paulo)
Pour les articles homonymes, voir Assis.
Assis est une ville de l'État de São Paulo au Brésil. Assis est la ville donnant son nom à la microrégion d'Assis. Assis avait une population s'élevant à 100 204 habitants en 2013. Assis possède un aéroport (code AITA : AIF).
Est un développement régional polarisant servant de référence aux municipalités de la région d'Assise, à certaines municipalités des régions d'Ourinhos, Marilia et du nord du Paraná pour son commerce, ses services, sa référence culturelle, sportive, technologique et scientifique qui cela fait dire qu'Assis détient le titre de Capitale de Paranapanema.

## Démographie
| Évolution de la population (municipalité) | Évolution de la population (municipalité) | Évolution de la population (municipalité) | Évolution de la population (municipalité) |
| Année                                     | Population                                |                                           | %±                                        |
| ----------------------------------------- | ----------------------------------------- | ----------------------------------------- | ----------------------------------------- |
| 1920                                      | 13 047                                    |                                           |                                           |
| 1940                                      | 23 703                                    |                                           | 81,7%                                     |
| 1950                                      | 32 959                                    |                                           | 39,0%                                     |
| 1960                                      | 43 198                                    |                                           | 31,1%                                     |
| 1970                                      | 57 220                                    |                                           | 32,5%                                     |
| 1980                                      | 67 357                                    |                                           | 17,7%                                     |
| 1991                                      | 85 391                                    |                                           | 26,8%                                     |
| 2000                                      | 87 251                                    |                                           | 2,2%                                      |
| 2010                                      | 95 144                                    |                                           | 9,0%                                      |
| 2022                                      | 101 409                                   |                                           | 6,6%                                      |
| ,                                         |                                           |                                           |                                           |

## Religion
Le christianisme est présent dans la ville comme suit:

### Église Catholique
L'église catholique de la commune fait partie du Diocèse de Assis.

### Église Protestante
Les croyances évangéliques les plus diverses sont présentes dans la ville, principalement pentecôtistes, notamment les Assemblées de Dieu brésiliennes (la plus grande église évangélique du pays),, Congrégation Chrétienne au Brésil, entre autres. Ces dénominations se développent de plus en plus dans tout le Brésil.